# Ximena González-Rubio
Ximena González-Rubio (Mexikóváros, Mexikó 1978. december 2. –) mexikói színésznő.

## Élete és pályafutása
1978. december 2-án született Mexikóvárosban. Nagyapja az ismert mexikói író, rendező és producer Servando González.
Karrierjét 1998-ban a TV Aztecánál kezdte a Señora című telenovellában. Még ugyanebben az évben megkapta az Azul Tequila főszerepét. 2011-ben az El octavo mandamientóban szerepelt, mint Sofía.

## Filmográfia

### Film
| Év   | Cím                  | Szerep    |
| ---- | -------------------- | --------- |
| 2003 | Maravillas           |           |
| 2007 | Niña que espera      |           |
| 2007 | El viaje de la nonna | Alejandra |

### Televízió
| Év        | Cím                                             | Szerep                 |
| --------- | ----------------------------------------------- | ---------------------- |
| 1998      | Señora                                          | Ariadna Cervantes      |
| 1998      | Azul Tequila                                    | María Jacinta De Icaza |
| 1999      | Besos prohibidos                                | Patricia               |
| 1999-2000 | Háblame de amor                                 | Daniela                |
| 2000      | Golpe bajo                                      | Gina                   |
| 2001      | Lo que callamos las mujeres (Me muero de celos) |                        |
| 2002      | Daniela                                         | Paola Arango           |
| 2004-2005 | Gitanas                                         | Jimena                 |
| 2005      | Al filo del la ley                              | Valeria                |
| 2005-2006 | Corazón partido                                 | Nelly Zambrano         |
| 2008-2009 | Contrato de Amor                                | Ana Cristina           |
| 2010      | Las Aparicio                                    | Mercedes Aparicio      |
| 2011-2012 | El octavo mandamiento                           | Sofía Rocha            |